# Monte Creto
Der Monte Creto ist ein Berg bei Montoggio nordöstlich von Genua, an dem am 13. Mai 1800 ein Gefecht zwischen österreichischen Truppen unter Prinz Friedrich Franz Xaver von und zu Hohenzollern-Hechingen und napoleonischen Truppen unter dem Divisionsgeneral Nicolas Jean-de-Dieu Soult stattfand, bei dem Soult verwundet und gefangen genommen wurde. 
Der damalige Oberleutnant Franz Csorich (1772–1847) bewährte sich besonders und durfte sich fortan Franz Csorich von Monte Creto nennen. Er blieb kinderlos, vererbte seinen Titel aber durch Adoption an seinen Neffen Anton Csorich von Monte Creto (1795–1864), den späteren österreichischen Kriegsminister. Da dieser keinen männlichen Nachwuchs hatte, starb der Titel von Monte Creto nach nur zwei Generationen wieder aus.